# Dösjöbro IF
Dösjöbro IF är en fotbollsförening från Dösjebro i Skåne som grundades 1938.

## Historik damlaget
2019 vann damlaget division 1. I kvalet till Elitettan 2020 spelades två matcher mot Jitex BK som Dösjöbro förlorade.
Den 2 december 2019 framkom det att tränaren Fredrik Jahnfors var aktuell för Malmö FFs nya damlag och att flera spelare kunde komma att följa med. 11 december 2019 presenterade Malmö FF Fredrik Jahnfors som huvudtränare för sitt nystartade damlag. Ny tränare för Dösjöbro var redan klar i form av Anders Nilsson från Borgeby FK i Elitettan.
När MFF presenterade spelarna till sitt nya damlag den 16 december framgick det att 13 spelare hade lämnat Dösjöbro, varav 2 var nyförvärv till nästa säsong. Anders Nilsson var endast en övergångslösning då han blivit värvad av MFF som assisterande tränade och endast var utlånad till Dösjöbro fram till jul.
Övriga spelare lämnade också Dösjöbro då de ville fortsätta sina karriärer istället för att bära upp klubben.
Ett planerat samarbete med Borgeby FK kring flickspelare i division 3 fick avbrytas som omedelbar följd och klubben riskerade att tvingas dra sig ur division 1. Dösjöbros senioransvarige Magnus Westin uttryckte förtvivlan över att ha mist hela laget och fått satsningen att gå om intet, och önskade hjälp från MFF. Utlåningen av Anders Nilsson till Dösjöbro var det.
Denna händelse vållade kritik. MFF ansåg sig inte ha gjort något fel då spelarna enligt utsago sökt sig till MFF självmant. MFF uppgav att de ämnade stötta Dösjöbro utan att nämna hur, utöver utlånet av Anders Nilsson.
När Kungsbacka DFF den 26 februari 2020 valde att dra sig ur Elitettan på grund av ekonomiska problem och spelarflykt efter att ha åkt ur Damallsvenskan blev Dösjöbro tillfrågat att ta en plats. Dösjöbro valde att tacka nej då de ansåg att de inte hade tillräckligt bra spelare för det.
Dösjöbro försökte värva spelare från LB07 efter att de lade ner sitt damlag, men utan framgång.
Dösjöbro valde att fortsätta spela i division 1 med sina sjuttonåringar och lade ner sitt F17-lag i mars 2020, laget hade strax dessförinnan tagit SM-silver i futsal.
Tränare nu var Pierre Fredriksson.
Säsongen 2020 tog det nya laget sin första poäng mot Åhus. Det skulle komma att bli den enda, och laget slutade sist i division 1.
Den 10 februari 2021 meddelade Dösjöbro att damlaget läggs ner då nedflyttningen till division 2 ledde till spelartapp och laget denna gång inte gick att rädda.